# Seschemnefer (Dahschur)
Seschemnefer, auch Seschem-nefer, war ein altägyptischer Beamter, der vor allem von seinem Grab in Dahschur bekannt ist. Er lebte in der 5. oder am Beginn der 6. Dynastie, also um etwa 2400 v. Chr. Wegen seines Namens und Titels wird vermutet, dass er Mitglied einer bedeutenden Familie war, die über mehrere Generationen Schreiberfunktionen am königlichen Hof innehatte. Diese Familie lässt sich bis auf Seschemnefer I. zurückverfolgen. Die genaue Einordnung von dem in Dahschur bestatteten Seschemnefer ist jedoch unsicher. Sein erhaltener Titel lautet persönlicher Schreiber der Königsurkunde.

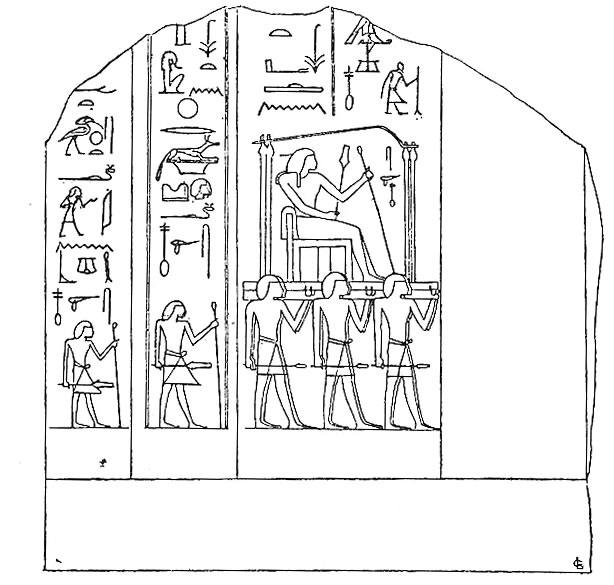
Seschemnefer in der Sänfte, Darstellung aus seiner Mastaba

Die Mastaba des Seschemnefer befindet sich in Dahschur nahe der Amenemhet-II.-Pyramide. Sie wurde am Ende des 19. Jahrhunderts von Jacques de Morgan ausgegraben und 1903 publiziert. Die Mastaba ist aus Ziegel errichtet und wies eine Kultkapelle auf, die mit Reliefs auf der Scheintür und Malereien an den Innenwänden dekoriert war. Mehrere von diesen Malereien wurden von de Morgan in Zeichnungen publiziert. Sie überliefern den Titel und Namen, berichten aber nichts über Seschemnefers Familie oder Karriere. Eine Person mit selben Namen und Titel ist als Sohn des Wesirs Sechemanchptah bekannt. Eventuell ist er dessen Sohn. Heute befinden sich die Reliefs und Malereien in Berlin, Budapest und Kairo.